# Étienne Draber
Étienne Draber (Estrasburgo, 26 de marzo de 1939 - París, 11 de enero de 2021) fue un actor francés.

## Biografía
Draber estudió en el CNSAD y trabajó junto a Michel Favory y Jean-Louis Barrault en la década de 1960. En la década de 1980, Draber apareció con frecuencia en películas francesas. Actuó en películas como Profs, The Under-Gifted, May Fools y Ridicule.
Draber también apareció en series de televisión. Interpretó el papel de Monsieur Grand-Coin du Toit en la comedia de situación de 1994 Le Miel et les Abeilles. Su aparición en la serie más exitosa ocurrió en 2008 con Plus belle la vie.
Étienne Draber falleció de COVID-19 en París el 11 de enero de 2021 a la edad de 81 años.

## Filmografía

### Cine
- Les Baratineurs (1965)
- Sexyrella (1968)
- La grande maffia (1971)
- El heredero (1973)
- Cher Victor (1975)
- Ordenanza de sept morts sur (1975)
- Le Plein de Super (1976)
- Un ourin dans la poche (1977)
- Le Sucre (1978)
- La Frisée aux lardons (1978)
- Les grandissons (1978)
- Et la tendresse ? Bordel ! (1978)
- Les Charlots en délire (1979)
- Les Turlupins (1979)
- Gros-Câlin (1979)
- Rendez-moi ma peau ... (1980)
- Je vais craquer (1980)
- Los superdotados (1980)
- Diva (1981)
- Faut s'les faire ces légionnaires (1981)
- Boulevard des Assassins (1982)
- Un dimanche de flic (1983)
- Signes extérieurs de richesse (1983)
- Le Fou du roi (1983)
- Le Bon Plaisir (1984)
- Les Brésiliennes du bois de Boulogne (1984)
- Profesores (1985)
- Les Rois du gag (1985)
- Y'a pas le feu ... (1985)
- Un amour à Paris (1986)
- La pasión de Bernadette (1989)
- May Fools (1990)
- Madame Bovary (1991)
- Les Ténors (1993)
- Pétain (1993)
- Les Grands Ducs (1995)
- Beaumarchais (1995)
- El ridículo (1996)
- Les Bidochon (1996)
- En guardia (1997)
- Al límite (1997)
- Épouse-moi (2000)
- T'aime (2000)
- Rue des plaisirs (2001)
- Sept ans de mariage (2002)
- Vipère au poing (2004)
- Casa de D (2004)
- Mi mejor amigo (2006)
- Coco (2009)
- L'amour, c'est mieux à deux (2010)
- J'ai perdu Albert (2018)

### Cortometraje
- La Flache (1995)
- Zanzíbar (1998)
- La place du mort (1999)
- Les Fourches caudines (1999)
- Drame ordinaire (1999)
- William sort de prisión (2000)
- Les Couilles de mon chat (2004)

### Televisión
- Les Jeunes Années (1965)
- Cine 16 : L'Œil de l'autre (1977)
- Luis XI ou Le pouvoir central (1979)
- L'embrumé (1980)
- Petit déjeuner compress (1980)
- Le Mandarin (1980)
- Arsène Lupin joue et perd (1980)
- Comisario Moulin (1982)
- Le rêve d'Icare (1982)
- Le village dans les nuages (1982)
- Mariage blues (1983)
- Luchando contra le ténébreux (1984)
- Châteauvallon (1985)
- Les Cing Dernières Minutes (1985)
- Marie Pervenche (1987)
- Las grandes familias (1988)
- Nick chasseur de têtes (1989)
- Cas de divorcio (1991)
- Le gourou occidental (1991)
- La squale (1991)
- Regarde-moi quand je te quitte (1993)
- Le Miel y les Abeilles (1994)
- François Kléber (1995)
- Maigret (1995)
- Une fille à papas (1996)
- L'École des passions (1996)
- Sapho (1996)
- Studio des Artistes (1997)
- Juge et partie (1997)
- La traque (1997)
- Madame le Proviseur (1998)
- Detectives insulares (1999)
- H (1999)
- Louis Page (2001)
- Les Cordier, juge et flic (2001)
- Le juge est une femme (2002)
- La mort est rousse (2002)
- Courrier du cœur (2003)
- La Crim ' (2004)
- Quai numéro un (2004)
- SOS 18 (2005)
- Voltaire et l'affaire Calas (2007)
- Fargas (2007)
- Más belle la vie (2008)
- La Minute vieille (2015)